# ریورلند ویلج
ریورلند ویلج (به انگلیسی: Riverland Village) یک منطقهٔ مسکونی در ایالات متحده آمریکا است که در شهرستان براوارد، فلوریدا قرار دارد. ریورلند ویلج ۰٫۸ کیلومتر مربع مساحت و ۲٬۱۰۸ نفر جمعیت دارد.